# الساحرة (فلم 2015)
الساحرة (بالإنجليزية: The Witch) وعرف الفيلم أيضاً باسم خرافة نيو إنغلاند (بالإنجليزية: A New-England Folktale) هو فيلم رعب تاريخي خارق للطبيعة أمريكية تم إنتاجه في سنة 2015 وهو من إخراج روبرت إيغيرس وبطولة أنيا تايلور جوي ورالف إنيسون وكيت ديكي ومن توزيع شركة أي تو فور. حاز هذا الفيلم على عدة جوائز منها جائزة مهرجان أوستن السينمائي كأفضل فيلم، وفي مهرجان بوسطن حاز المخرج روبرت إيغرز على جائزة أفضل صانع أفلام، وفي حفل جوائز إمباير حاز على جائزة أفضل فيلم رعب لسنة 2015 وحازت الممثلة أنيا تايلور جوي على جائزة أفضل ممثلة واعدة.

## القصة
قصة الفيلم تروي عن عائلة مهاجرة إنجليزية من طائفة البروتستانت التطهيرية إلى نيو إنجلاند (الولايات المتحدة الآن) من القرن السابع العشر تواجهها مشاكل في مزرعتهم ويتخيلون وجود أشباح تهاجمهم، يتعامل أفراد العائلة بصعوبة مع هذه القوى الشريرة ويلجئون بعد ذلك لإتهام إبنتهم توماسين بممارسة السحر وإستدعاء القوى الشريرة ضدهم، لكن مع تزايد بشاعة الظروف المحيطة، يصبح إيمان، ولاء وحب كل أفراد الأسرة في اختبار بأساليب صادمة لا يمكن أن تزول من الذاكرة أبداً.

## الممثلون
- أنيا تايلور جوي بدور توماسين
- رالف إنيسون بدور وليام
- كيت ديكي بدور كاثرين
- جوليان ريتشينجس بدور المحافظ
- هارفي سكريمشو بدور كالب
- إيلي غرينغر بدور ميرسي
- ساره ستيفنز بدور الساحرة الشابة

## التقييم
حاز هذا الفيلم على تقييم 91% على موقع الطماطم الفاسدة بناءً على 274 مشاهدة، ذكر النقاد أن هذا الفيلم يدخل المشاهدين لأعماق الرعب وأن المخرج روبرت إيغرس نجح بشكل كبير في إخراجه للفيلم. أما في موقع ميتاكريتيك حاز الفيلم على تقييم 83 من 100 وحاز هناك على 46 نقد.

## وصلات خارجية
- مقالات تستعمل روابط فنية بلا صلة مع ويكي بيانات

- الساحرة على قاعدة بيانات الأفلام على الإنترنت